# Aït Ayach (commune)
Pour les articles homonymes, voir Aït Ayach.
Aït Ayach en arabe : ايت عياش est une commune rurale de la province de Midelt, dans la région de Drâa-Tafilalet, au Maroc. Son chef-lieu est le village d'Aït Oumghar.

## Géographie
Aït Ayach est située en le grand atlas à vol d'oiseau à environ 18 km de Midelt (chef-lieu de sa province) et 176 km de Errachidia (chef-lieu de sa région). Son altitude est de 1 516 m.
|        | Zaïda     | Mibladen  |
| Boumia | Aït Ayach | Aït Izdeg |
|        | Tounfite  |           |

### Histoire
Aït Ayach, qui dépendait de la province de Khénifra, a été rattachée à la province de Midelt en 2009 lorsque celle-ci a été créée.

## Population
De 1994 à 2004, la population d'Aït Ayach est passée de 8 871 à 11 260 habitants, augmentant d'environ 21 %.

## Administration et politique
Dans le cadre de la déconcentration, au sein de la province de Midelt, Aït Ayach fait partie du caïdat d'Aït Oufella et du cercle de Midelt.

## Personnalité
- Ahmed Bouanani, réalisateur et écrivain, décédé en 2011 dans le village d'Aït Oumghar[7].